# St. Johnsville (villa)
St. Johnsville es una villa ubicada en el condado de Montgomery en el estado estadounidense de Nueva York. En el año 2000 tenía una población de 1,685 habitantes y una densidad poblacional de 759 personas por km².

## Geografía
St. Johnsville se encuentra ubicada en las coordenadas 42°59′59″N 74°40′42″O / 42.99972, -74.67833.

## Demografía
Según la Oficina del Censo en 2000 los ingresos medios por hogar en la localidad eran de $28,043, y los ingresos medios por familia eran $37,431. Los hombres tenían unos ingresos medios de $28,523 frente a los $21,115 para las mujeres. La renta per cápita para la localidad era de $14,467. Alrededor del 14.4% de la población estaban por debajo del umbral de pobreza.